# Louisa, je t'en prie, reviens à la maison
Louisa, je t'en prie, reviens à la maison (titre original : Louisa, Please Come Home) est une nouvelle de Shirley Jackson, parue pour la première fois dans le magazine féminin Ladies' Home Journal en mai 1960 sous le titre Louisa, je t'en prie (Louisa, Please), puis republiée dans les recueils posthumes Come Along With Me (composé par son mari Stanley Edgar Hyman en 1968) et La Loterie et autres contes noirs (Dark Tales, 2016).

## Résumé
Dans les années 1950, une jeune femme âgée de dix-neuf ans, Louisa Tether, commet une fugue en quittant la maison familiale située à Rockville la veille du mariage de sa sœur Carol. S'étant préparée depuis un moment, sa fugue est une réussite : après avoir pris le bus, puis le train, elle arrive à Chandler, l'une des plus grandes villes de son État, où elle se fond dans la masse et prend la fausse identité de Lois Taylor.
Rapidement, elle trouve une chambre à louer chez une dame du nom de Mrs. Peacock, avec qui elle se lie aussitôt d'amitié. Dans la foulée, elle trouve un emploi dans une papeterie. À Chandler, personne ne semble la remarquer, et Louisa commence à se demander si on est vraiment venu la chercher jusqu'ici. Lors du jour anniversaire de sa disparition, le 20 juin, Louisa entend sa mère à la radio, qui lui conjure : « Louisa, je t'en prie, reviens à la maison. »
Trois ans après sa fuite, Louisa tombe sur Paul, un voisin de la famille à Rockville, qui la reconnait et qui lui persuade de revenir à la maison afin qu'il puisse accéder à la récompense offerte pour celui qui la retrouverait. À contrecœur, Louisa accepte de le suivre, et rentre à Rockville. Lorsqu'elle arrive enfin chez elle et que sa famille lui ouvre la porte, personne ne la reconnaît : sa sœur et ses parents la croient être une usurpatrice voulant se faire passer pour leur fille, et lui expliquent alors que Paul a déjà essayé par le passé de leur ramener deux filles en les prenant pour Louisa. Observant les pièces de son ancienne maison par dessus l'épaule de ses proches qui ne la reconnaissent pas, Louisa comprend qu'elle veut rester. Mais Paul et elle sont incapables de convaincre les Tether, alors elle se résigne et rentre à Chandler, où elle reprend sa vie auprès de Mrs. Peacock.
L'histoire se termine avec Louisa expliquant qu'elle entend toujours la voix de sa mère une fois par an, à la radio, à la date anniversaire de sa fugue, et qui continue de lui supplier : « Louisa, je t'en prie, reviens à la maison. »

## Genèse
Tout comme sa nouvelle The Missing Girl et son roman Hangsaman, Louisa, je t'en prie, reviens à la maison serait en partie inspirée par l'affaire du triangle de Bennington, où cinq personnes ont mystérieusement disparu entre les années 1940 et 1950,.

## Thèmes
Les thèmes exploités par cette nouvelle traitent de cette idée que les gens ne se rendent pas compte de la valeur des choses et des personnes avant de les avoir perdu, mais aussi que bien que les gens croient vous connaître, ils ne connaissent pas toujours le véritable vous; ainsi, ils préfèrent se forger une image de vous et de ce fait ne nous voient jamais tel que nous sommes réellement. Ainsi, au moment de l'anagnorisis, Louisa Tether prend conscience que son absence n'a pas touché sa famille : tout au contraire, elle réalise qu'elle n'a manqué à personne du fait que ce n'était pas elle que ses proches aimaient, mais bien seulement une version idéalisée d'elle. Les supplications de la mère à la radio à la fin de la nouvelle ne se révèlent être qu'un chagrin destiné à une fille qu'elle n'a vraiment jamais eue et qui n'a jamais existé.
La nouvelle exploite aussi cette thématique récurrente chez Jackson de la femme des années 1950 sur qui l'on fait pression et à propos de qui on a des attentes, et qui, par la tentative de se sortir de cette pression aliénante, finit toujours par décevoir.

## Édition française
Louisa, je t'en prie, reviens à la maison est traduite pour la première fois en français en 2019 par Fabienne Duvigneau dans la parution du recueil La Loterie et autres contes noirs par les éditions Payot et Rivages, dans leur collection Rivages/Noir.

## Distinction

### Nomination
La nouvelle est nommée en 1961 dans la catégorie « meilleur nouvelle » (best short story) du prix Edgar-Allan-Poe.